# Taenaris agapetha
Taenaris agapetha är en fjärilsart som beskrevs av Hans Fruhstorfer 1904. Taenaris agapetha ingår i släktet Taenaris och familjen praktfjärilar. Inga underarter finns listade i Catalogue of Life.